# Proyart
Proyart est une commune française située dans le département de la Somme, en région Hauts-de-France.

## Géographie

### Localisation

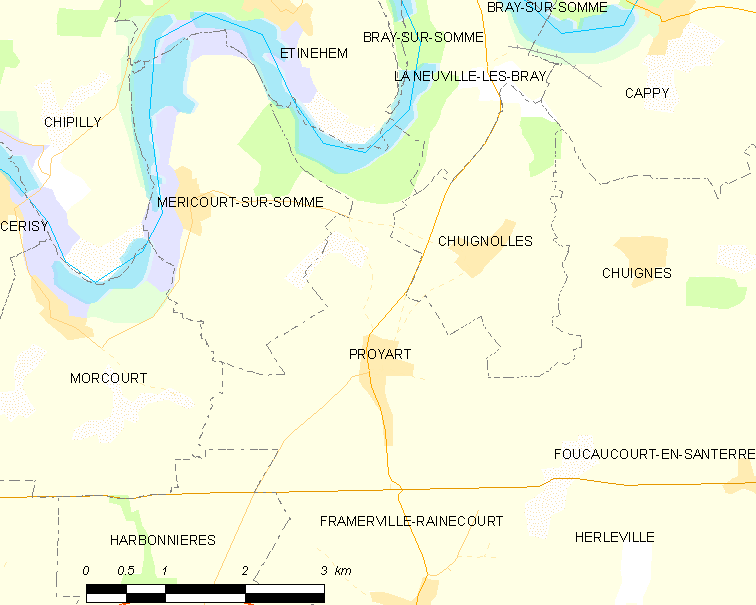
Cliquer sur la carte pour agrandir.

Proyart est un gros village périurbain picard de la vallée de la Somme dont le territoire s'étend entre le plateau picard et les zones humides d'un des méandres de la Somme. Il est situé à 28 km à l'est d'Amiens, 18 km au sud-ouest de Péronne et à 41 km de Saint-Quentin.
Le village, dont le territoire communal  est limité au sud par l'ancienne RN 29 (actuelle RD 1029), est desservi par la RD 329 qui la relie à Albert à Montdidier.
En 2019, la localité est desservie par les autocars du réseau Trans'80, Hauts-de-France, tous les mardis sauf les jours fériés (ligne no 43, Harbonnières - Rosières-en-Santerre, ligne no 47 et ligne no 59).
Le Sentier de grande randonnée GR 800 passe dans la commune, le long de la Somme.
Le sol et le sous-sol de la commune sont de formation secondaire, tertiaire et quaternaire. Les trois quarts du territoire sont formés de la terre franche typique du Santerre, le limon des plateaux. Le sous-sol est crayeux et marneux Dans la vallée de la Somme, le sol est tourbeux. Le sol est plutôt perméable par ailleurs.
La vallée de la Somme est d'une altitude de 30 m et le point culminant est de 82 m d'altitude. Le sol est pratiquement plat si l'on excepte la vallée sèche dite  vallée frévale qui contourne le village.

#### Communes limitrophes
| Étinehem-Méricourt | La Neuville-lès-Bray et Étinehem-Méricourt | Chuignolles             |
| Morcourt           | Proyart                                    | Foucaucourt-en-Santerre |
| Harbonnières       | Framerville-Rainecourt                     |                         |

### Hydrographie

#### Réseau hydrographique
La commune est située dans le bassin Artois-Picardie. Elle est drainée par la Somme canalisée.
Le canal de la Somme, construit entre 1770 et 1827, et mis au gabarit Freycinet en 1880, est long 170 km. Il débute à Saint-Simon où il touche au canal de Saint-Quentin et débouche dans la baie de Somme.

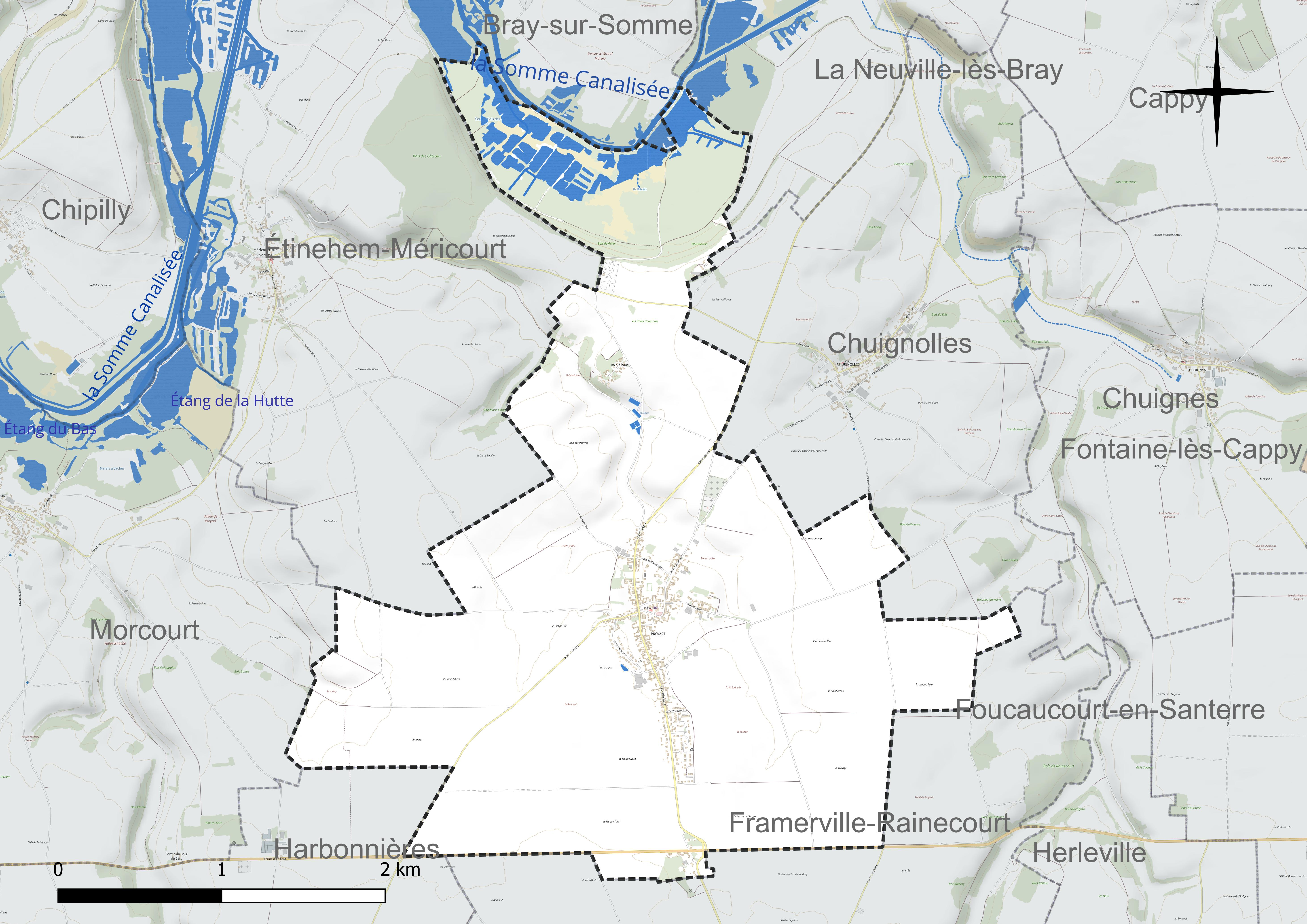
Réseau hydrographique de Proyart.

#### Gestion et qualité des eaux
Le territoire communal est couvert par le schéma d'aménagement et de gestion des eaux (SAGE) « Haute Somme ». Ce document de planification concerne un territoire de 1 798 km2 de superficie, délimité par le bassin versant de la Haute Somme est constitué d'un réseau hydrographique complexe de cours d'eau, de marais, d'étangs et de canaux. Le périmètre a été arrêté le 21 avril 2006 et le SAGE proprement dit a été approuvé le 15 juin 2017. La structure porteuse de l'élaboration et de la mise en œuvre est le syndicat mixte d'aménagement hydraulique du bassin versant de la Somme (AMEVA).
La qualité des cours d'eau peut être consultée sur un site dédié géré par les agences de l'eau et l'Agence française pour la biodiversité.

### Climat
Pour des articles plus généraux, voir Climat des Hauts-de-France et Climat de la Somme.
En 2010, le climat de la commune est de type climat océanique dégradé des plaines du Centre et du Nord, selon une étude du CNRS s'appuyant sur une série de données couvrant la période 1971-2000. En 2020, Météo-France publie une typologie des climats de la France métropolitaine dans laquelle la commune est exposée à un climat océanique et est dans la région climatique Nord-est du bassin Parisien, caractérisée par un ensoleillement médiocre, une pluviométrie moyenne régulièrement répartie au cours de l'année et un hiver froid (3 °C).
Pour la période 1971-2000, la température annuelle moyenne est de 10,1 °C, avec une amplitude thermique annuelle de 14,8 °C. Le cumul annuel moyen de précipitations est de 680 mm, avec 11,3 jours de précipitations en janvier et 8,6 jours en juillet. Pour la période 1991-2020, la température moyenne annuelle observée sur la station météorologique la plus proche, située sur la commune de Méaulte à 11 km à vol d'oiseau, est de 10,7 °C et le cumul annuel moyen de précipitations est de 730,3 mm,. Pour l'avenir, les paramètres climatiques de la commune estimés pour 2050 selon différents scénarios d'émission de gaz à effet de serre sont consultables sur un site dédié publié par Météo-France en novembre 2022.

## Urbanisme
L'essentiel de l'habitat est groupé au chef-lieu totalement reconstruit pendant l'Entre-deux-guerres.

### Typologie
Au 1er janvier 2024, Proyart est catégorisée commune rurale à habitat dispersé, selon la nouvelle grille communale de densité à sept niveaux définie par l'Insee en 2022.
Elle est située hors unité urbaine. Par ailleurs la commune fait partie de l'aire d'attraction d'Amiens, dont elle est une commune de la couronne,. Cette aire, qui regroupe 369 communes, est catégorisée dans les aires de 200 000 à moins de 700 000 habitants,.

### Occupation des sols
L'occupation des sols de la commune, telle qu'elle ressort de la base de données européenne d'occupation biophysique des sols Corine Land Cover (CLC), est marquée par l'importance des territoires agricoles (82,8 % en 2018), une proportion sensiblement équivalente à celle de 1990 (83,6 %). La répartition détaillée en 2018 est la suivante : 
terres arables (81,4 %), forêts (7,8 %), zones urbanisées (5,1 %), eaux continentales (4,3 %), zones agricoles hétérogènes (1,4 %). L'évolution de l'occupation des sols de la commune et de ses infrastructures peut être observée sur les différentes représentations cartographiques du territoire : la carte de Cassini (XVIIIe siècle), la carte d'état-major (1820-1866) et les cartes ou photos aériennes de l'IGN pour la période actuelle (1950 à aujourd'hui).

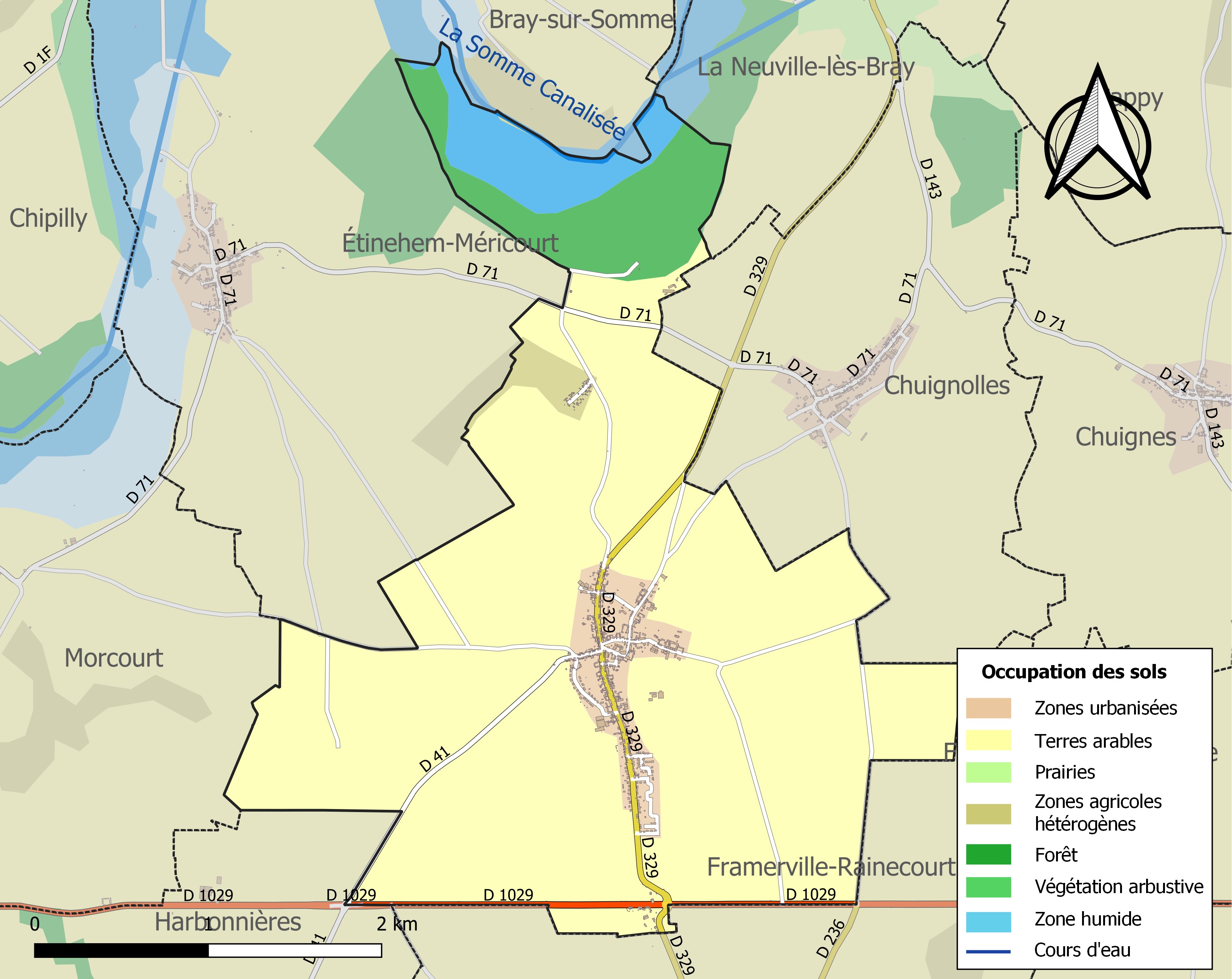
Carte des infrastructures et de l'occupation des sols de la commune en 2018 (CLC).

### Lieux-dits, hameaux et écarts
Il existe un hameau situé à l'écart du chef-lieu, le hameau de La Rapperie, au carrefour de la route Amiens-Saint-Quentin et de la route Moreuil-Albert.

### Habitat et logement
En 2018, le nombre total de logements dans la commune était de 313, alors qu'il était de 299 en 2013 et de 278 en 2008.
Parmi ces logements, 86,7 % étaient des résidences principales, 6,2 % des résidences secondaires et 7,1 % des logements vacants. Ces logements étaient pour 97,7 % d'entre eux des maisons individuelles et pour 1,6 % des appartements.
Le tableau ci-dessous présente la typologie des logements à Proyart en 2018 en comparaison avec celle de la Somme et de la France entière. Une caractéristique marquante du parc de logements est ainsi une proportion de résidences secondaires et logements occasionnels (6,2 %) inférieure à celle du département (8,3 %) mais supérieure à celle de la France entière (9,7 %). Concernant le statut d'occupation de ces logements, 77,6 % des habitants de la commune sont propriétaires de leur logement (80,6 % en 2013), contre 60,3 % pour la Somme et 57,5 pour la France entière.
| Typologie                                               | Proyart | Somme | France entière |
| ------------------------------------------------------- | ------- | ----- | -------------- |
| Résidences principales (en %)                           | 86,7    | 83,3  | 82,1           |
| Résidences secondaires et logements occasionnels (en %) | 6,2     | 8,3   | 9,7            |
| Logements vacants (en %)                                | 7,1     | 8,4   | 8,2            |

## Toponymie
On trouve plusieurs formes pour désigner Proyart dans les textes anciens : Proiast, Projast en 1123 ; Proïast en 1126 ; Prohar en 1209 ;Prœat en 1215 (charte de Philippe Auguste).

## Histoire

### Antiquité
Des armes de pierre, des poteries et des monnaies anciennes ont été trouvées sur le territoire, ainsi que les traces d'un sanctuaire gaulois et gallo-romain, ainsi que des tombes de la même époque.

### Moyen Âge
La première mention du nom Proyart apparaît dans une charte du cartulaire du prieuré de Lihons-en-Santerre. En 1124, Enguerrand, évêque d'Amiens confirme au prieuré de Lihons la possession de la paroisse de Proyart que lui avait concédé Milon de Péronne. Les marais de Proyart auraient été donnés par la reine Bathilde à l'abbaye de Corbie qui furent laissés en usufruit aux habitants contre redevance.
Vers 1311, un poste de templiers est relevé au lieu-dit les Trois Arbres.

### Époque moderne
En 1636, Les troupes espagnoles commandées par Jean de Wert ravagèrent le village et brûlèrent l'église Saint-Vaast qui dut alors être recouverte de chaume.
En 1713, le maréchal d'Harcourt vendit sa propriété. Le village comportait alors également le domaine de Valory, le Bois du Sart et le couvent des religieux de Sainte-Hélène.

### Époque contemporaine
Lors de la guerre franco-allemande de 1870, sept jeunes gens de la commune perdirent la vie lors de combats.
À la fin du XIXe siècle, un moulin à vent à huile, une importante fabrique de sucre, une briqueterie et une panneterie (fabrique de tuiles) constituaient l'industrie locale avec cinq carrières qui produisaient la craie destinée aux fours à chaux.
Les étendues d'eau du marais qu'on appelle entailles produisaient à la fin du XIXe siècle de la tourbe pour le chauffage des habitations

#### Première Guerre mondiale
L'une des premières batailles de la Première Guerre mondiale a lieu à Proyart le 29 août 1914, où 20 000 soldats français s'opposent à 80 000 Allemands, permettant de ralentir l'offensive allemande sur Paris. Cette bataille, où 3 000 soldats meurent, met en évidence l'inadaptation du service français de santé dans son organisation précédant la guerre, qui se révèle incapable de soigner les blessés et nécessite l'aide spontanée de nombreux civils. À la suite de cette bataille, l'armée allemande et l'armée française se déplacent en même temps vers l'est du Bassin parisien où a lieu la bataille de la Marne,.
La commune se trouve dans la zone des combats de la bataille de la Somme, en 1916,.
En 1918, Proyart est de nouveau victime des combats : les Allemands ont lancé le 21 mars l'offensive du Printemps et occupent de nouveau l'ensemble du plateau du Santerre. Ils enterrent leurs morts dans un cimetière, au nord du village. Proyart est finalement libérée le 9 août 1918. Après le conflit, le cimetière allemand, aménagé, devient le cimetière militaire allemand de Proyart.
La commune est décorée de la Croix de guerre 1914-1918 le 27 octobre 1920. Elle a également été décorée de la Croix de guerre 1939-1945 le 11 novembre 1948.

Proyart pendant la Première Guerre mondiale
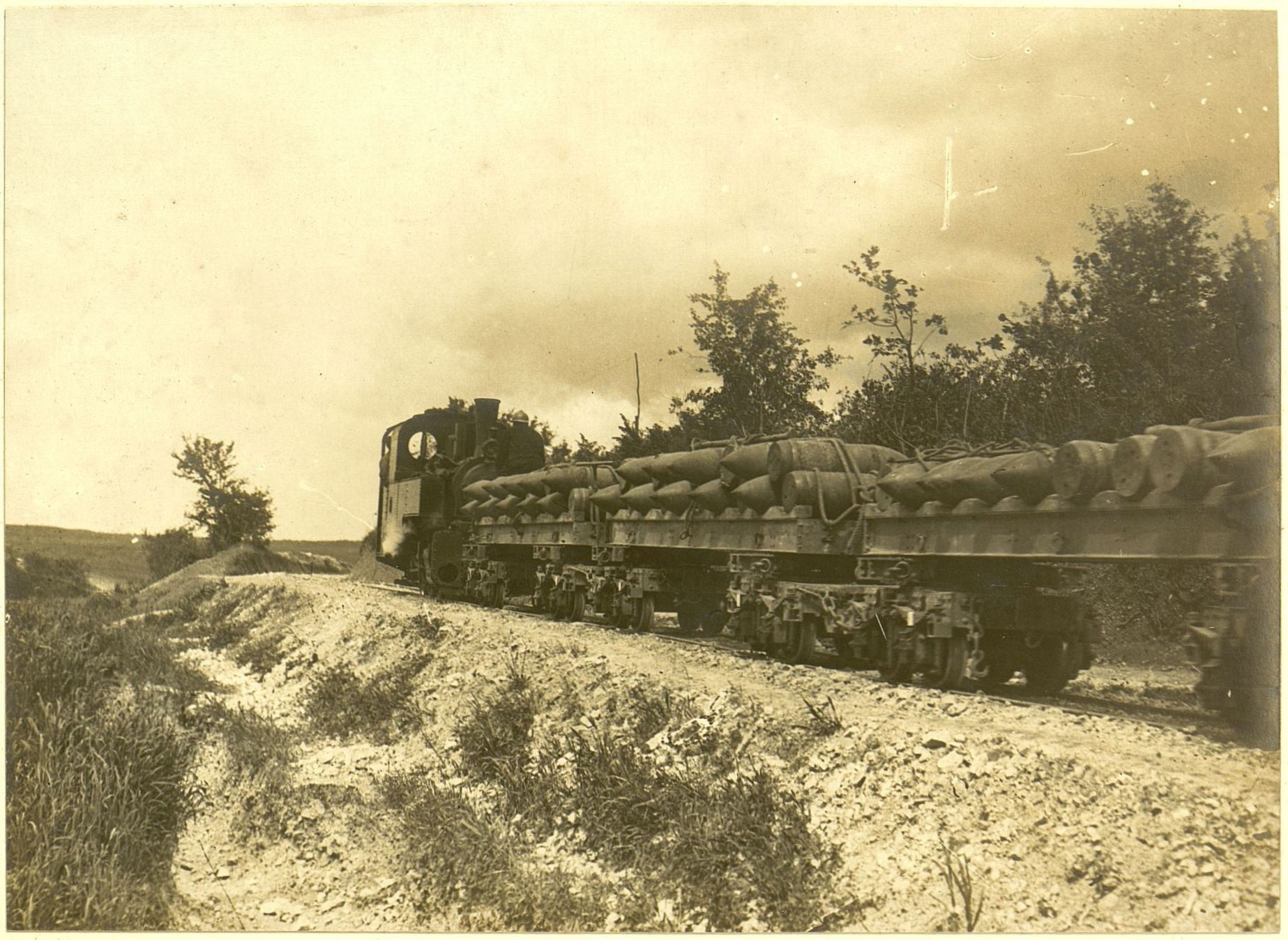
Train militaire sur voie étroite transportant des obus, le 24 juin 1916.
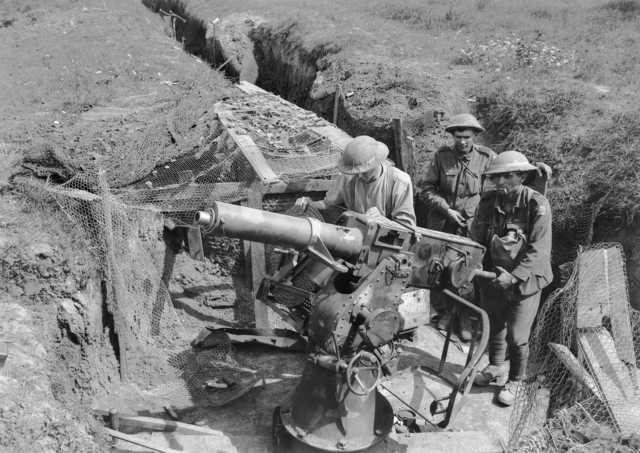
Soldats australiens inspectant des mitrailleuses allemandes capturées, le 16 août 1916.
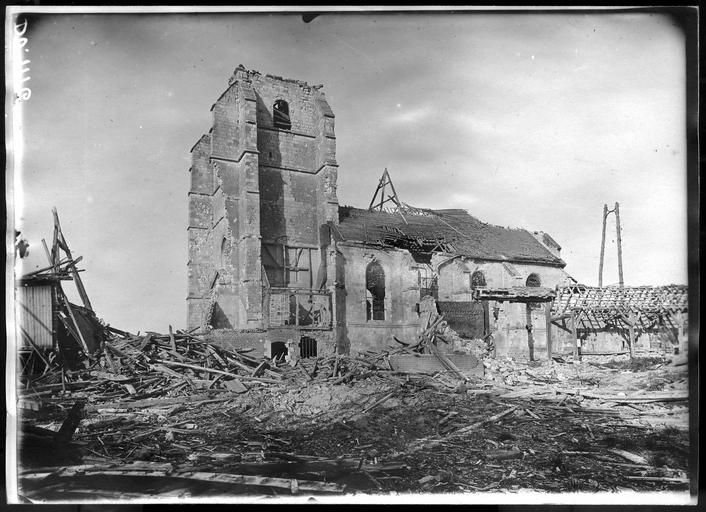
L'église, en octobre 1918.
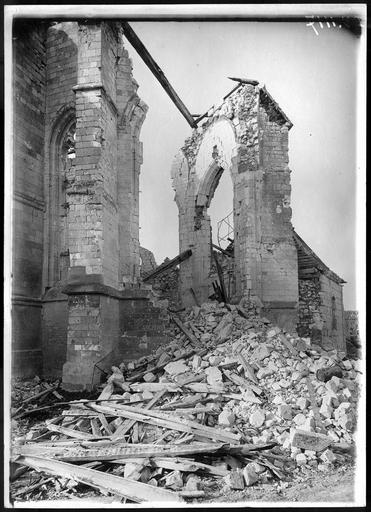
Ruines de l'église, en octobre 1918.
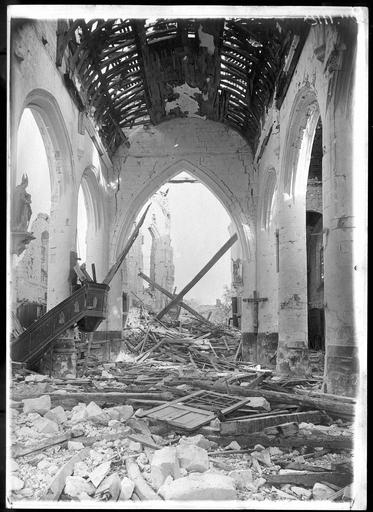
Vue intérieure de l'église (en octobre 1918).
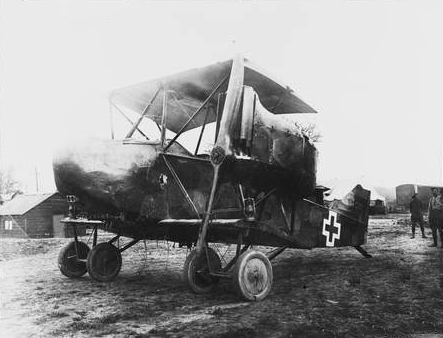
Avion allemand capturé en 1918, ramené à Proyart.

## Politique et administration

### Rattachements administratifs et électoraux
La commune se trouve dans l'arrondissement de Péronne du département de la Somme. Pour l'élection des députés, elle fait partie depuis 1958 de la cinquième circonscription de la Somme.
Elle faisait partie depuis 1801 du canton de Chaulnes. Dans le cadre du redécoupage cantonal de 2014 en France, la commune est intégrée au canton de Ham.

### Intercommunalité
La commune était membre de la communauté de communes de Haute-Picardie créée en 1994 sous le nom de communauté de communes de Chaulnes et environs, et qui a pris sa dénomination de communauté de communes de Haute-Picardie en 1999.
Dans le cadre des dispositions de la loi portant nouvelle organisation territoriale de la République du 7 août 2015, qui prévoit que les établissements publics de coopération intercommunale (EPCI) à fiscalité propre doivent avoir un minimum de 15 000 habitants, la préfète de la Somme propose en octobre 2015 un projet de nouveau schéma départemental de coopération intercommunale (SDCI) qui prévoit la réduction de 28 à 16 du nombre des intercommunalités à fiscalité propre du département.
Le projet préfectoral prévoit la « fusion des communautés de communes de Haute Picardie et du Santerre », le nouvel ensemble de 17 954 habitants regroupant 46 communes,,. À la suite de l'avis favorable de la commission départementale de coopération intercommunale en janvier 2016, la préfecture sollicite l'avis formel des conseils municipaux et communautaires concernés en vue de la mise en œuvre de la fusion le 1er janvier 2017.
Cette procédure aboutit à la création au 1er janvier 2017 de la communauté de communes Terre de Picardie, dont la commune est désormais membre.

### Liste des maires
| Période                                  | Période                       | Identité           | Étiquette | Qualité |
| ---------------------------------------- | ----------------------------- | ------------------ | --------- | --- |
| Les données manquantes sont à compléter. |                               |                    |           | |
| 1989                                     | 2008                          | Jacques Quillet    |           | |
| mars 2008                                | En cours (au 2 décembre 2020) | Jean-Claude Louvet |           | Vice-président de la CC de Haute-Picardie (2014 → 2016) Vice-président de la CC Terre de Picardie (2017 → ) Réélu pour le mandat 2020-2026, |

## Démographie
L'évolution du nombre d'habitants est connue à travers les recensements de la population effectués dans la commune depuis 1793. Pour les communes de moins de 10 000 habitants, une enquête de recensement portant sur toute la population est réalisée tous les cinq ans, les populations de référence des années intermédiaires étant quant à elles estimées par interpolation ou extrapolation. Pour la commune, le premier recensement exhaustif entrant dans le cadre du nouveau dispositif a été réalisé en 2006.

En 2022, la commune comptait 762 habitants, en évolution de +9,33 % par rapport à 2016 (Somme : −1,26 %, France hors Mayotte : +2,11 %).
| 1793 | 1800 | 1806 | 1821 | 1831 | 1836 | 1841 | 1846 | 1851 |
| ---- | ---- | ---- | ---- | ---- | ---- | ---- | ---- | ---- |
| 604  | 690  | 682  | 780  | 837  | 854  | 880  | 864  | 889  |

| 1856 | 1861 | 1866 | 1872 | 1876 | 1881 | 1886 | 1891 | 1896 |
| ---- | ---- | ---- | ---- | ---- | ---- | ---- | ---- | ---- |
| 857  | 822  | 829  | 849  | 873  | 857  | 839  | 807  | 818  |

| 1901 | 1906 | 1911 | 1921 | 1926 | 1931 | 1936 | 1946 | 1954 |
| ---- | ---- | ---- | ---- | ---- | ---- | ---- | ---- | ---- |
| 762  | 710  | 625  | 471  | 524  | 493  | 499  | 454  | 464  |

| 1962 | 1968 | 1975 | 1982 | 1990 | 1999 | 2006 | 2011 | 2016 |
| ---- | ---- | ---- | ---- | ---- | ---- | ---- | ---- | ---- |
| 501  | 527  | 513  | 509  | 514  | 522  | 585  | 652  | 697  |

| 2021 | 2022 | - | - | - | - | - | - | - |
| ---- | ---- | - | - | - | - | - | - | - |
| 751  | 762  | - | - | - | - | - | - | - |

## Économie
L'activité économique de la commune est dominée par l'agriculture : grande culture céréalière et betteravière. Le commerce et l'artisanat de proximité complètent la vie économique de la commune.

## Culture locale et patrimoine

### Lieux et monuments
La commune, très largement détruite pendant la Première Guerre mondiale, accueille  plusieurs bâtiments – mairie, école, salle des fêtes, Postes et Télécommunications et église – labellisés « Patrimoine du XXe siècle ».
- Le monument aux morts, de taille exceptionnelle, en forme d'arc de triomphe avec des sculptures des Marbreries Gourdon[43], a été offert en 1924[44] avec le terrain qu'il occupe par M. et Mme Edgard François, dans la continuité de leur château. Il a également été financé par la ville de Cognac, marraine de guerre de Proyart[45],[24] 
La plaque de dédicace rappelle qu'il a été inauguré par le Général de Castelnau le 28 septembre 1924[46],[47]

Le monument aux morts de Proyart
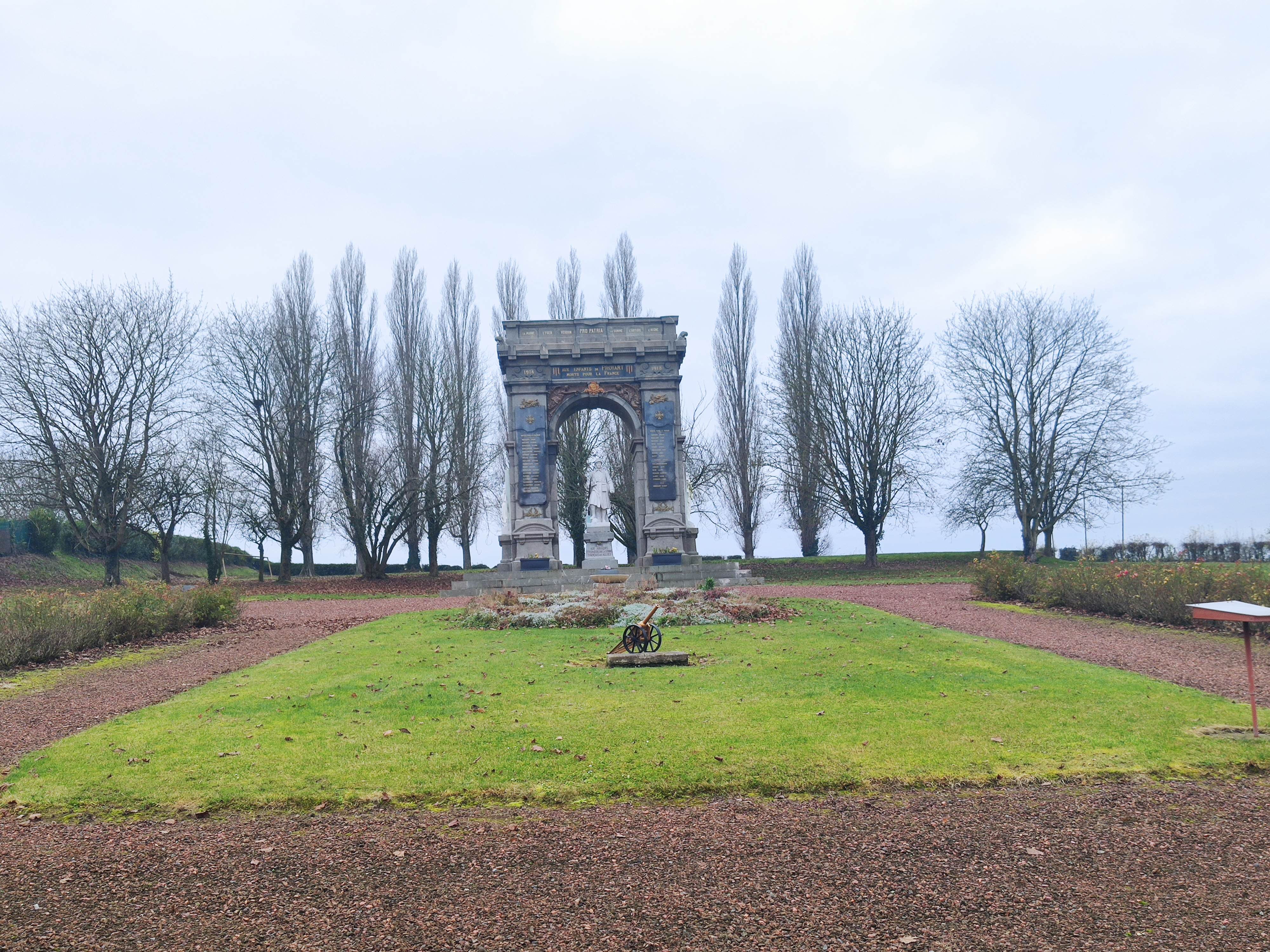
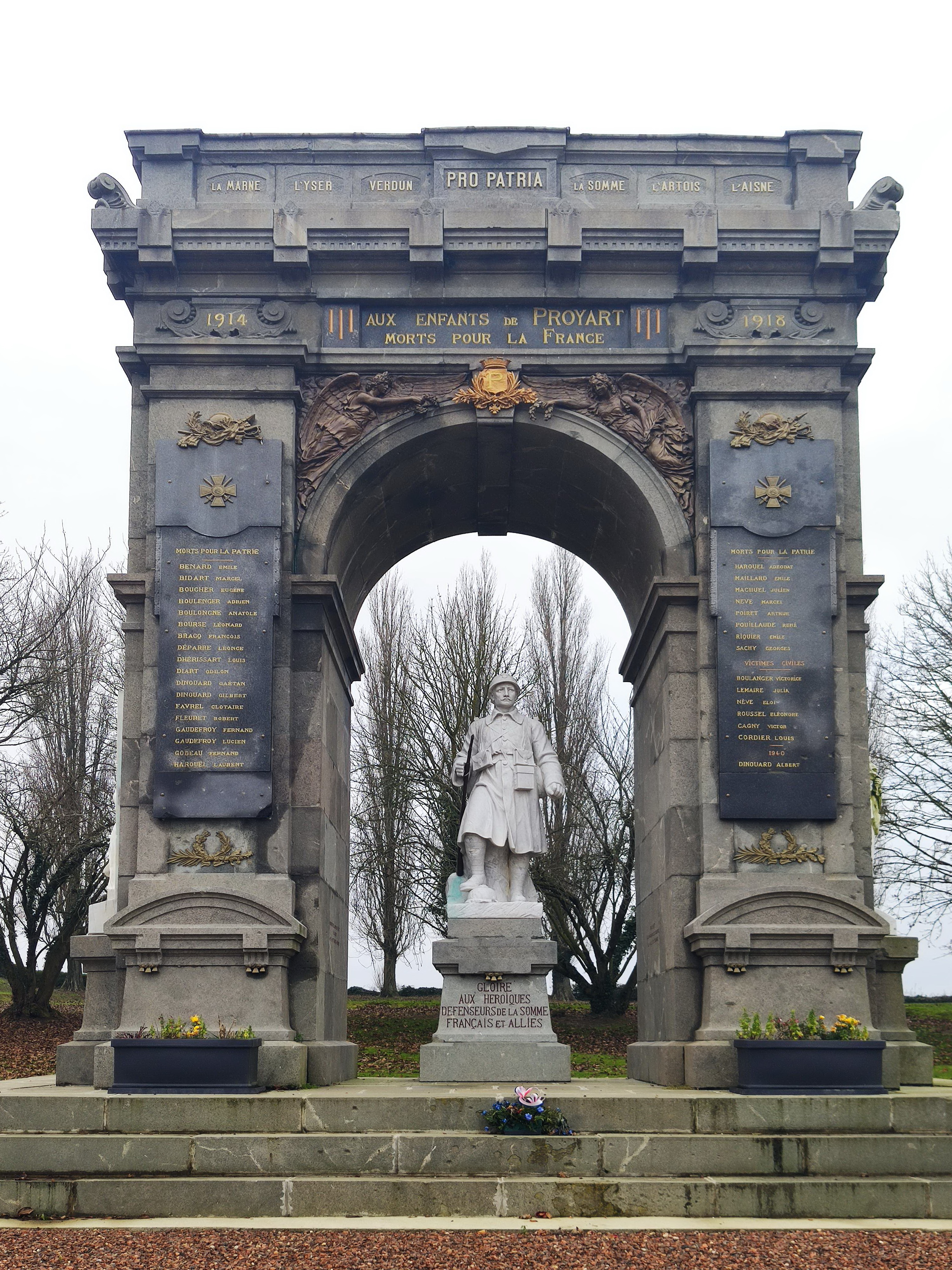
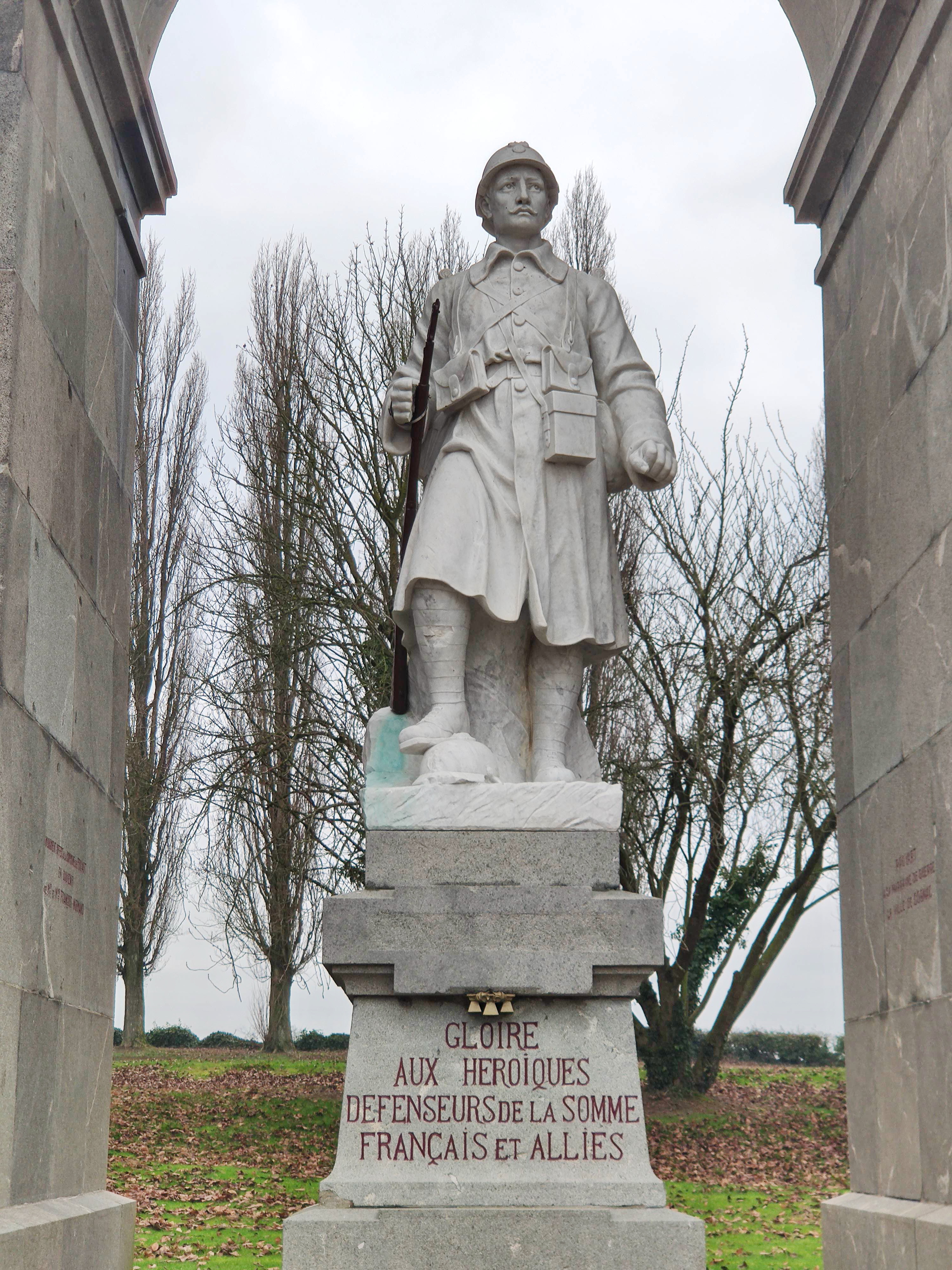
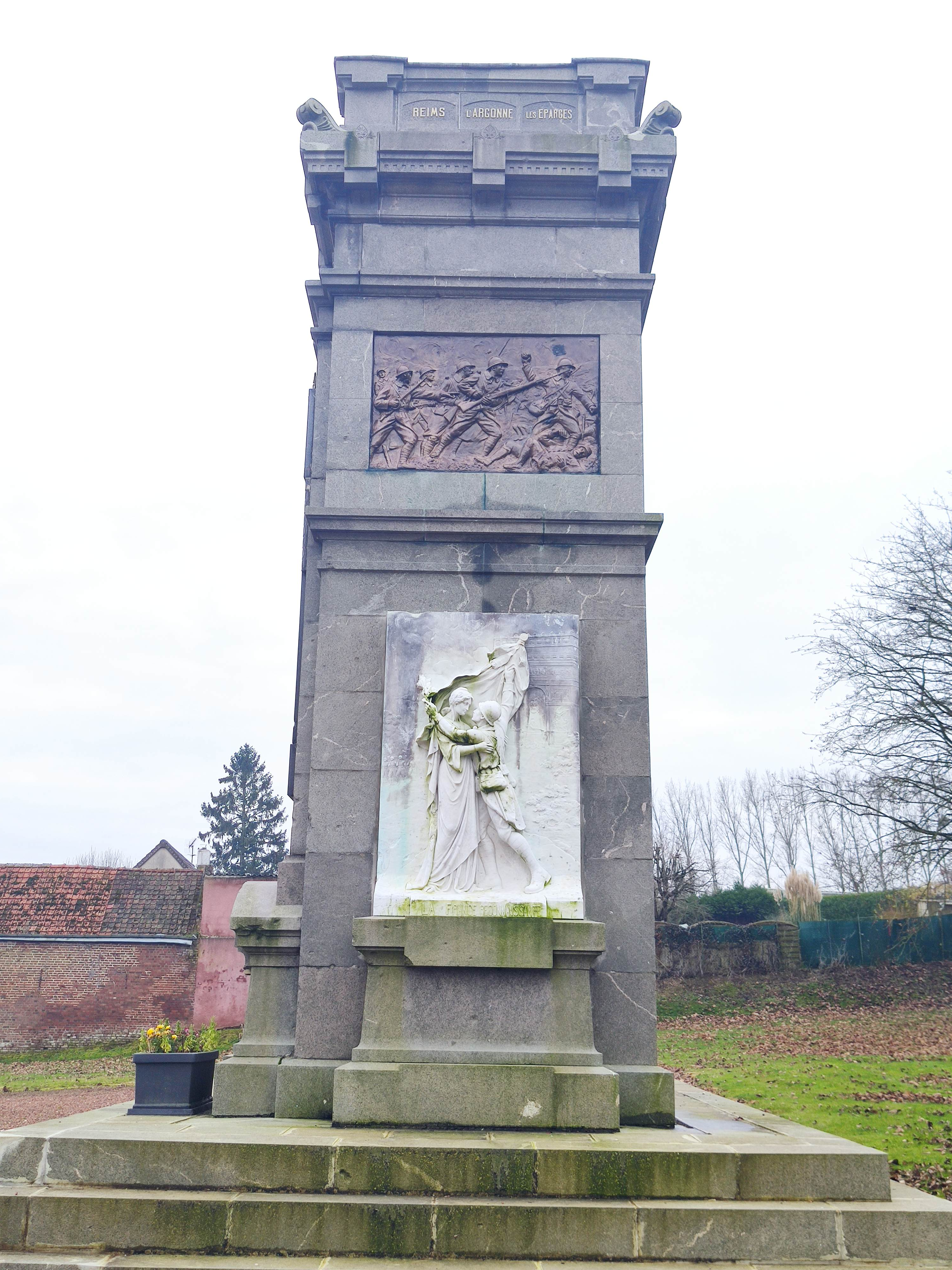
Côté droit.
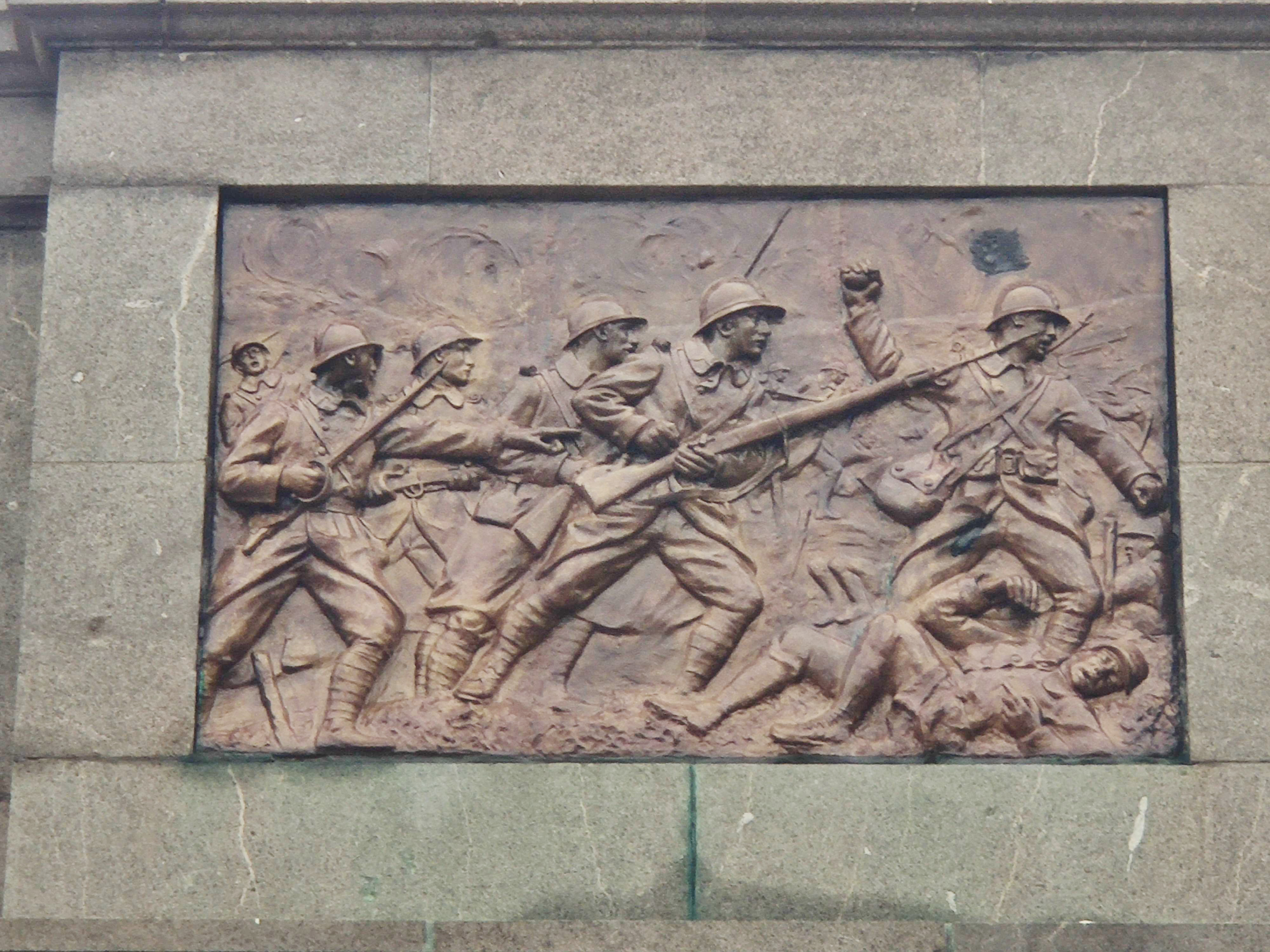
L'assaut.
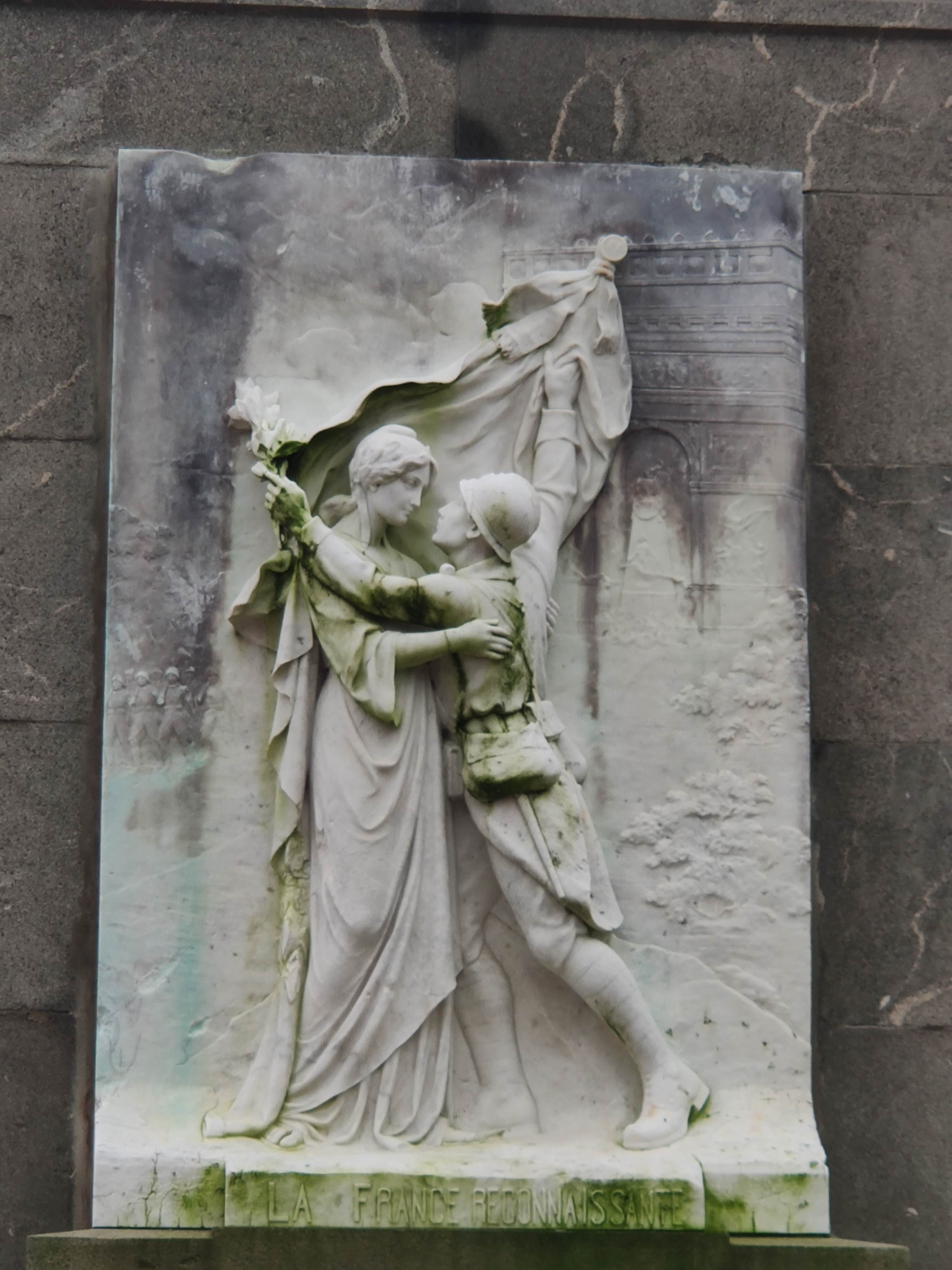
La France reconnaissante.
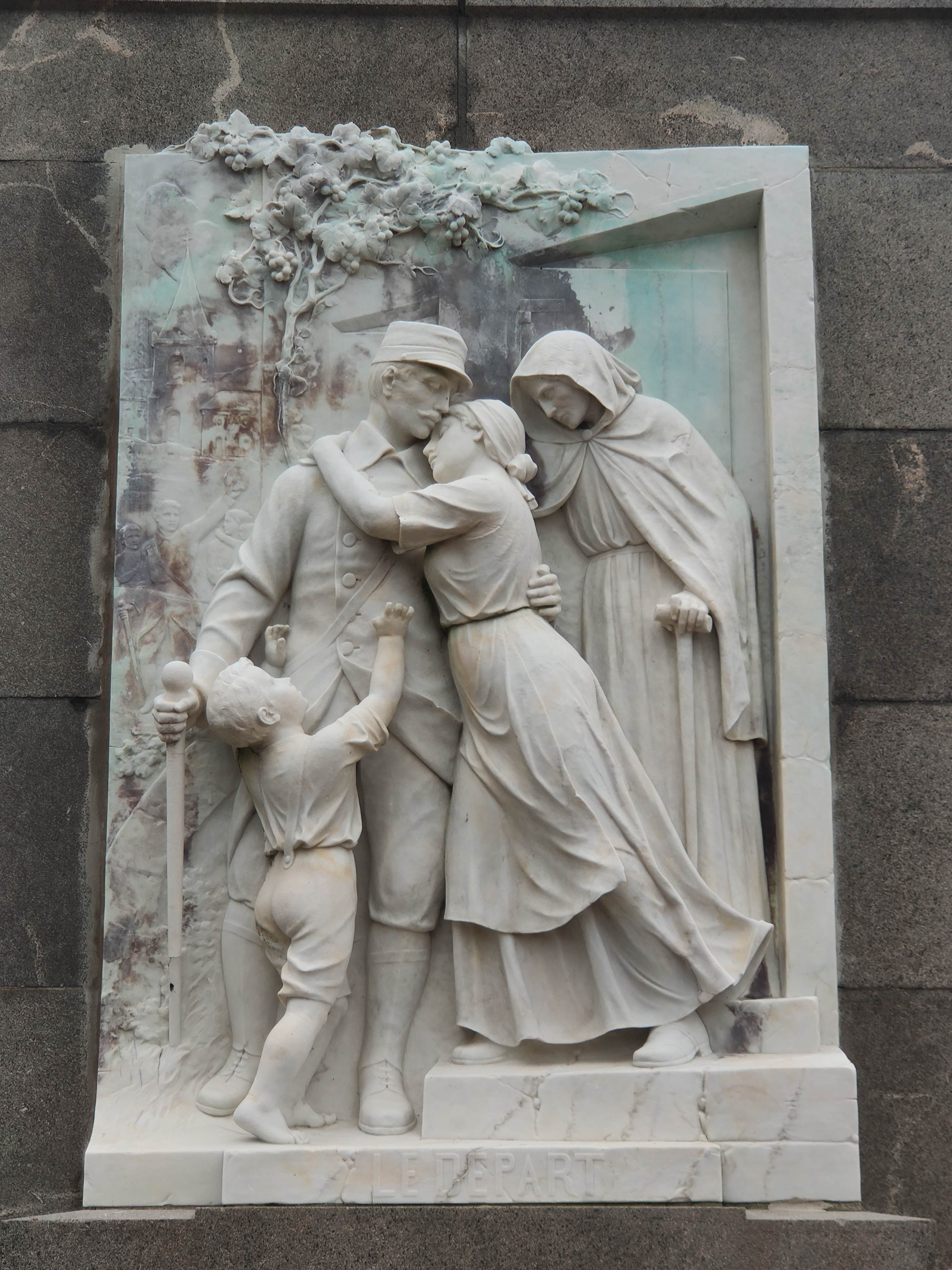
Le départ.
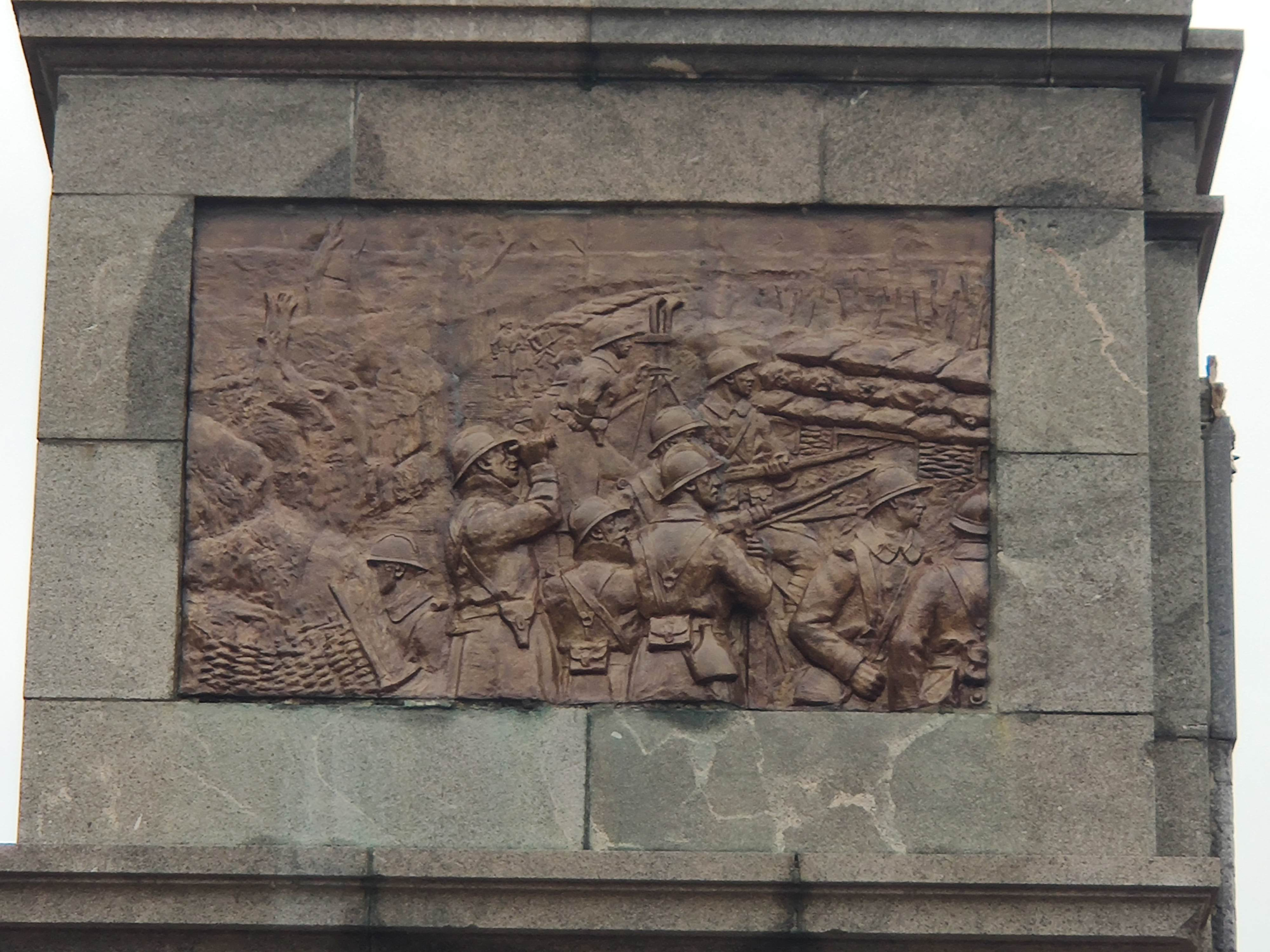
Les soldats aux aguets.
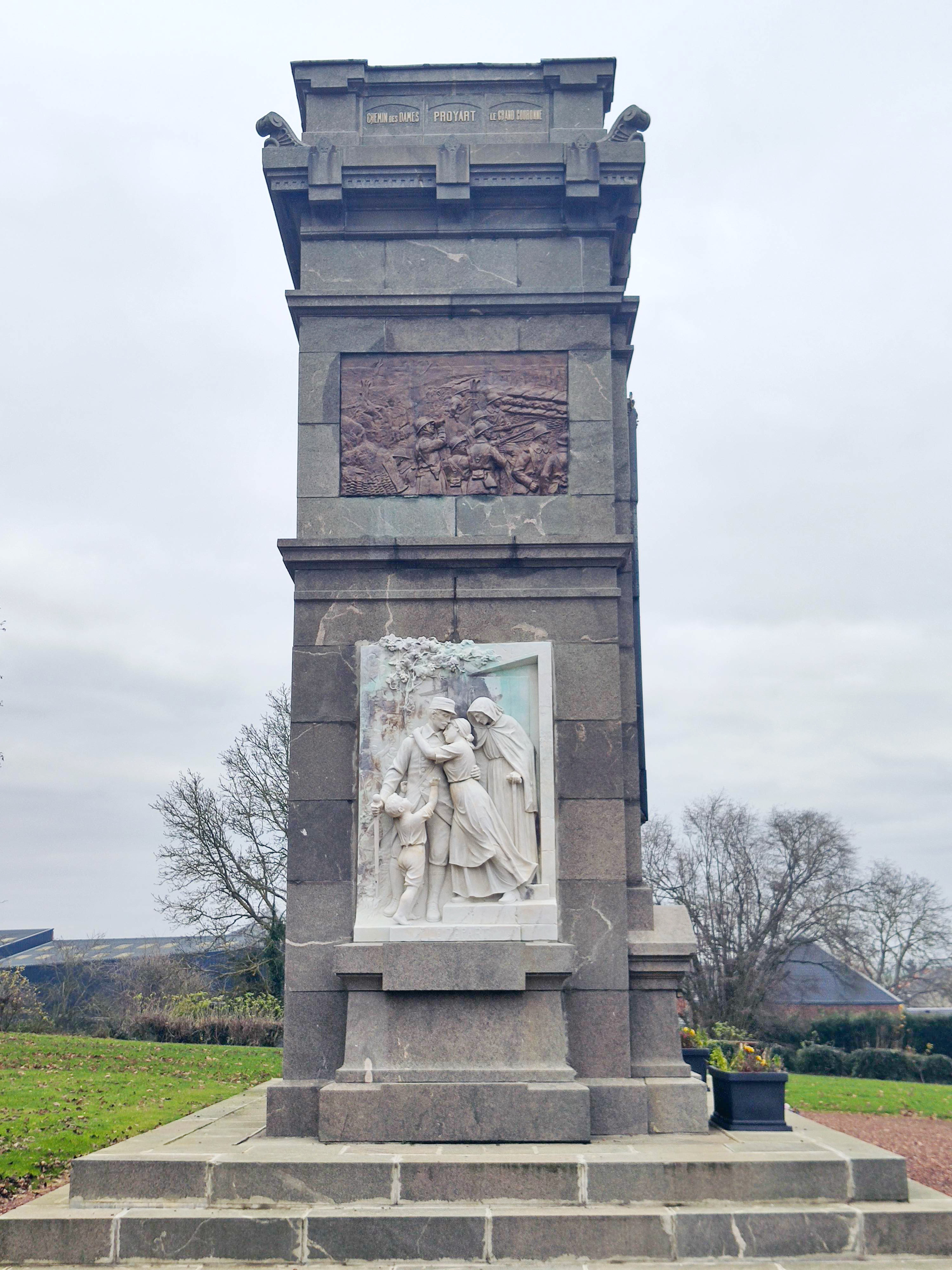

- Le château. Il appartenait M. Edgar François, industriel, dont le fils avait été tué à la guerre. Il a offert le monument aux morts, situé en face de sa demeure.

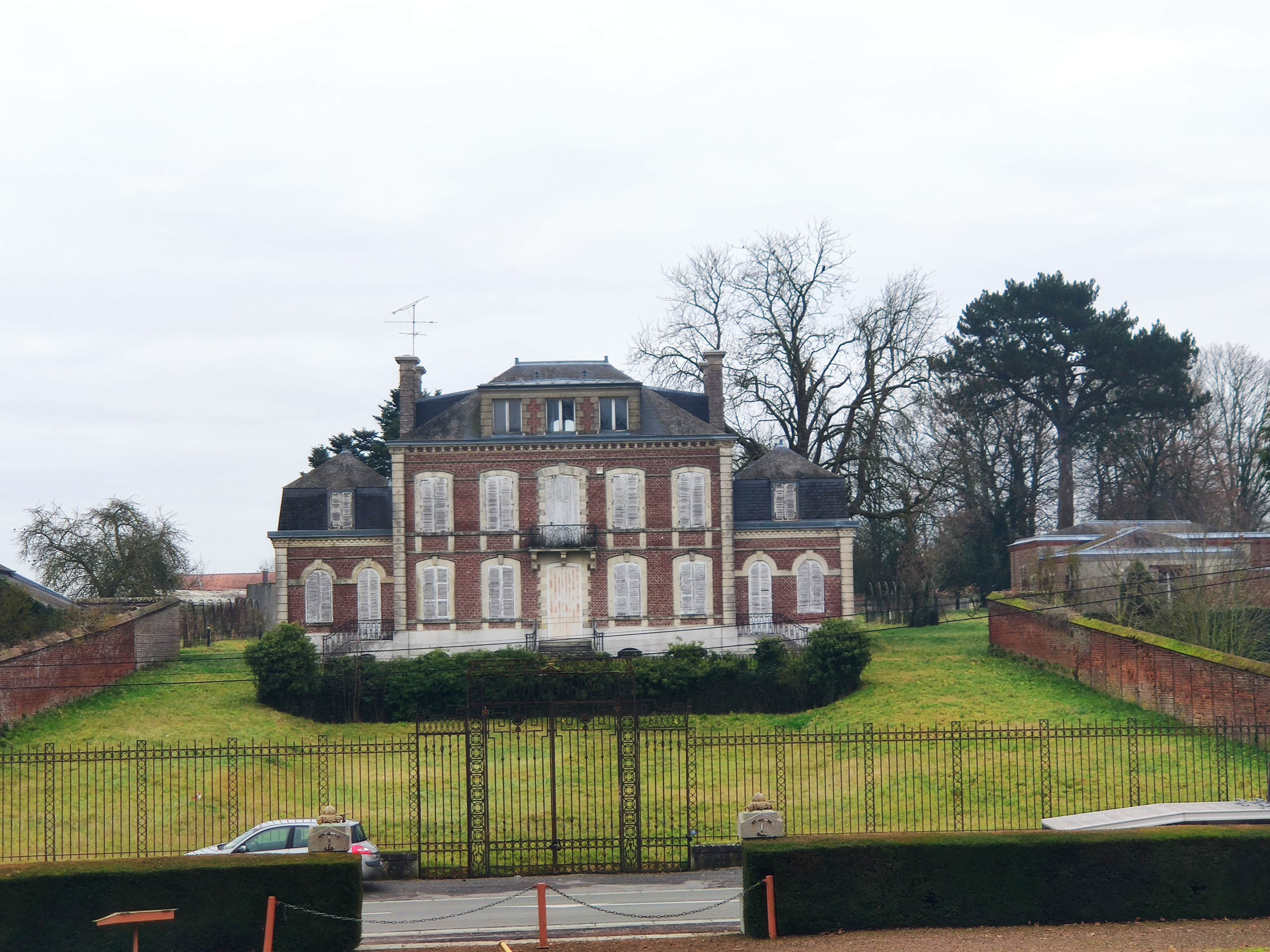
Le château, vu du monument aux morts.

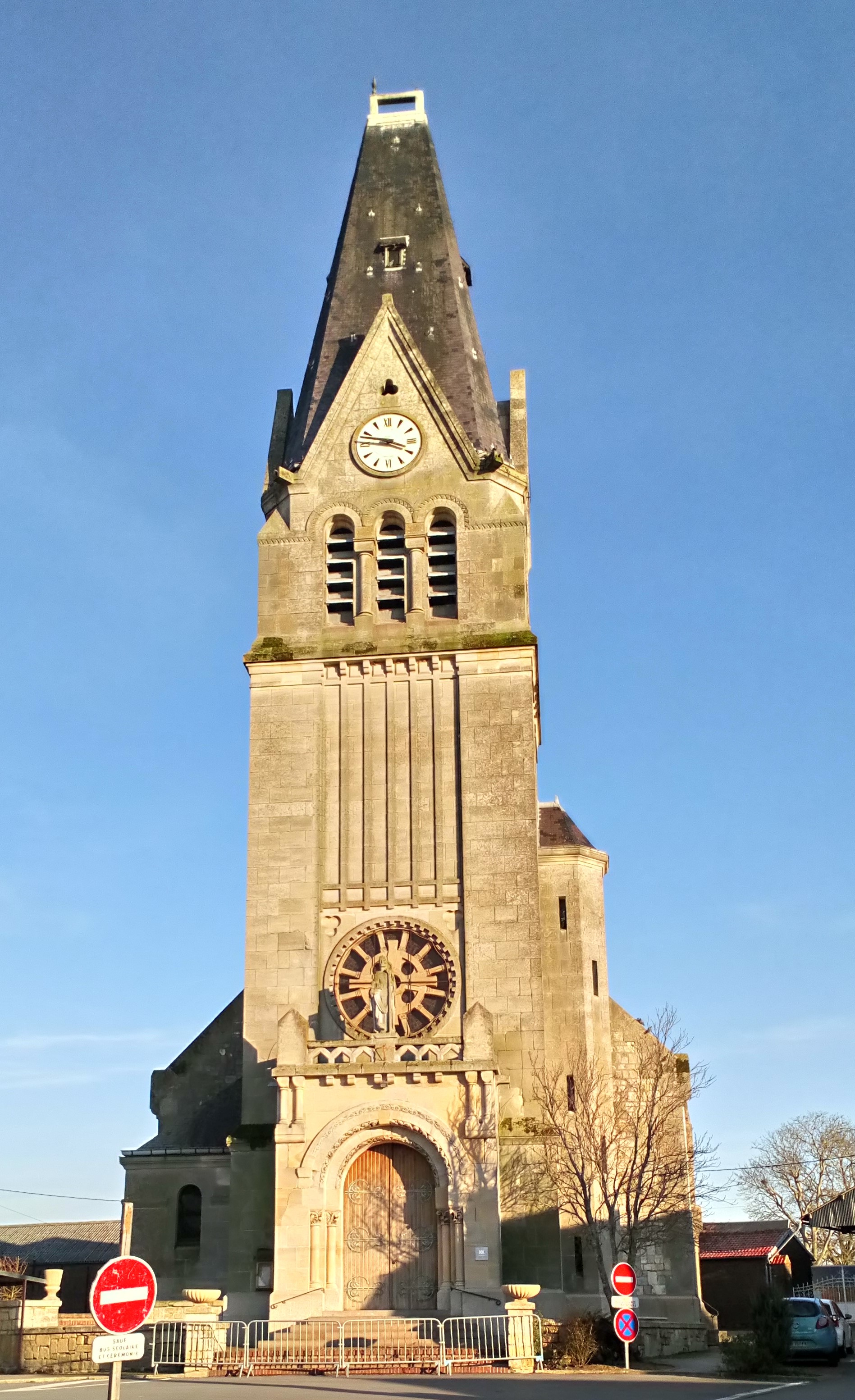
L'église.

- L'église Saint-Vaast[48] : elle remplace l'église du XIVe siècle détruite en 1918, pendant la Première Guerre mondiale. L'édifice a été labellisé « Patrimoine du XXe siècle ».

L'église Saint-Vaast
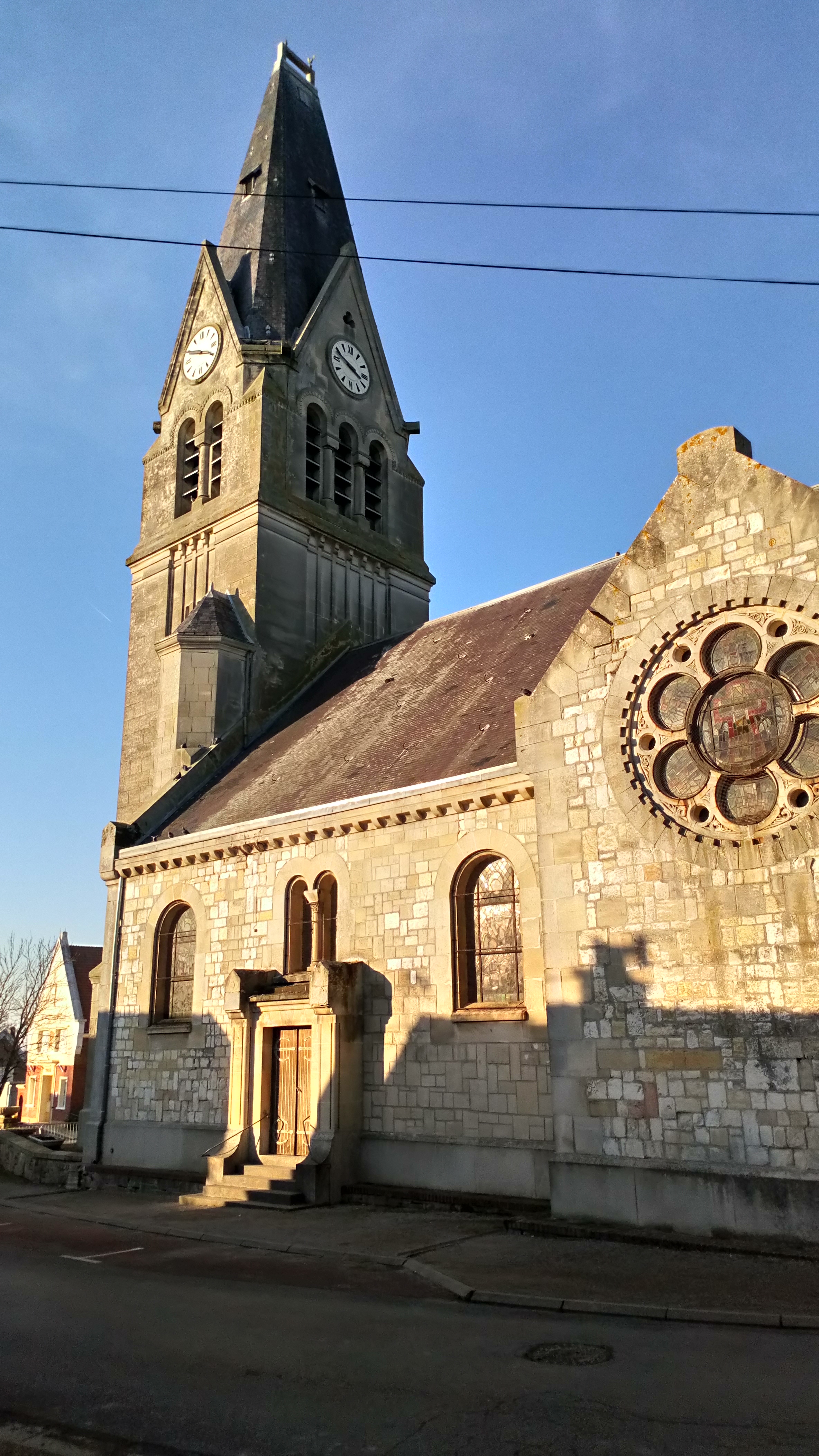
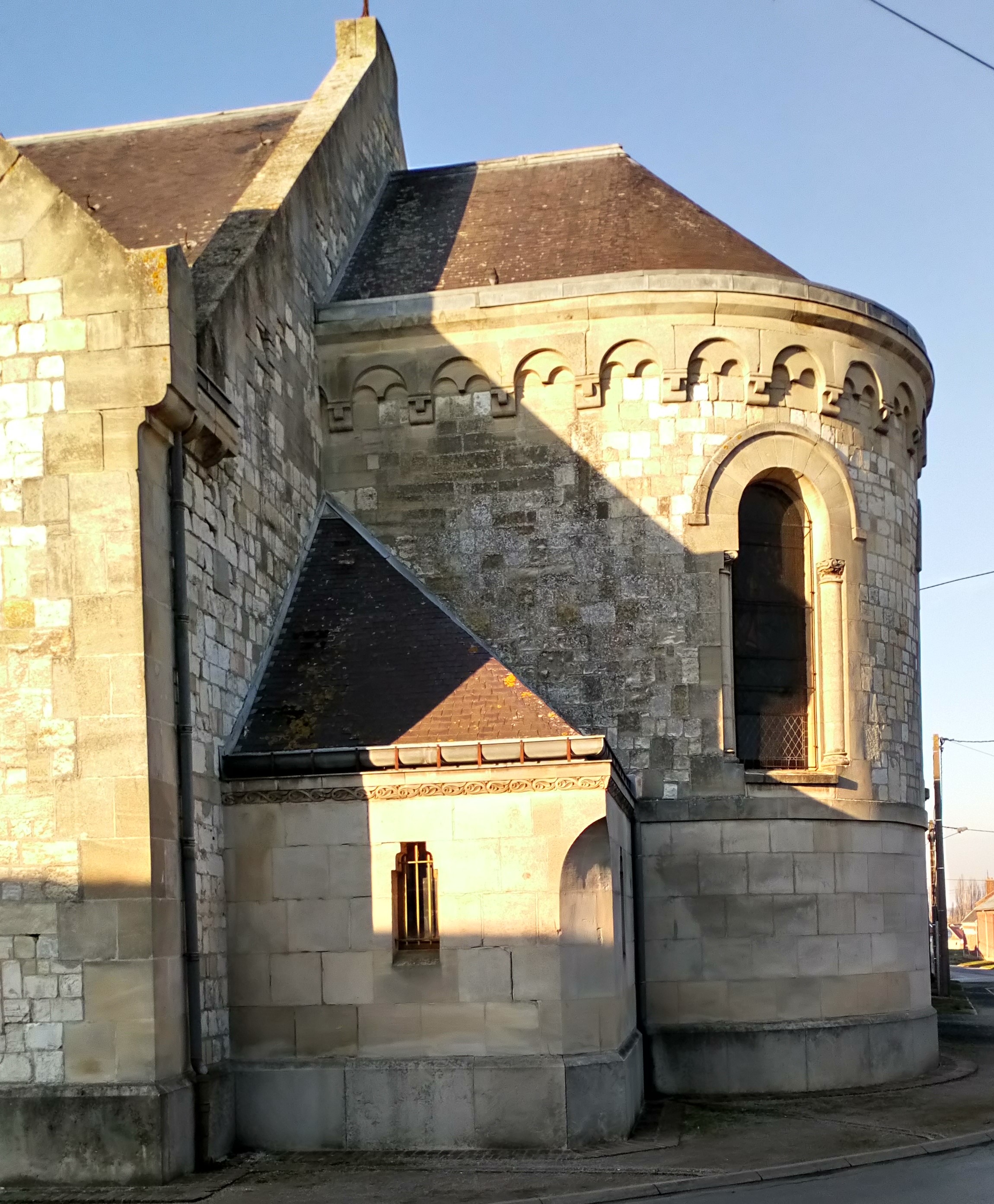
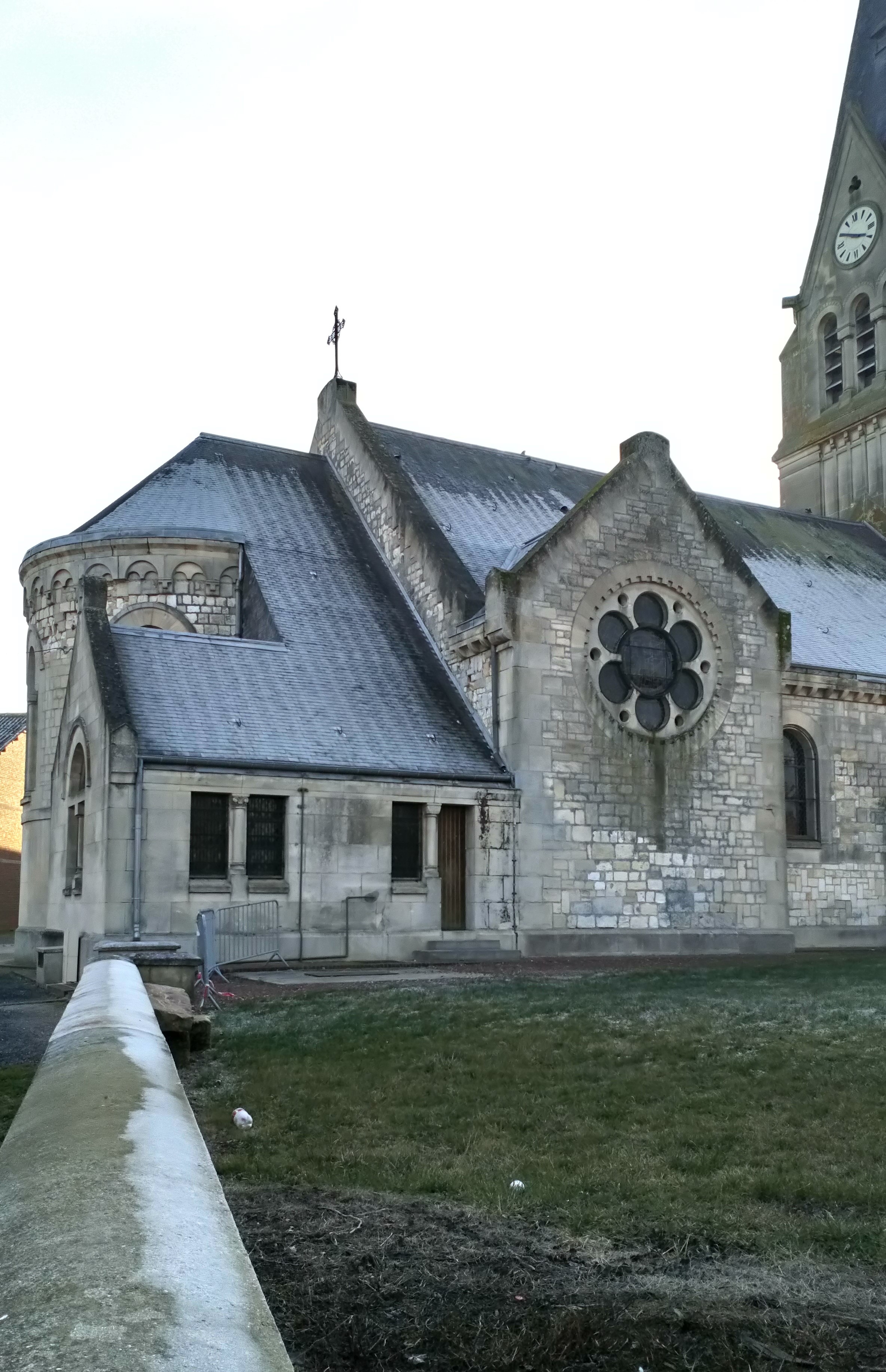
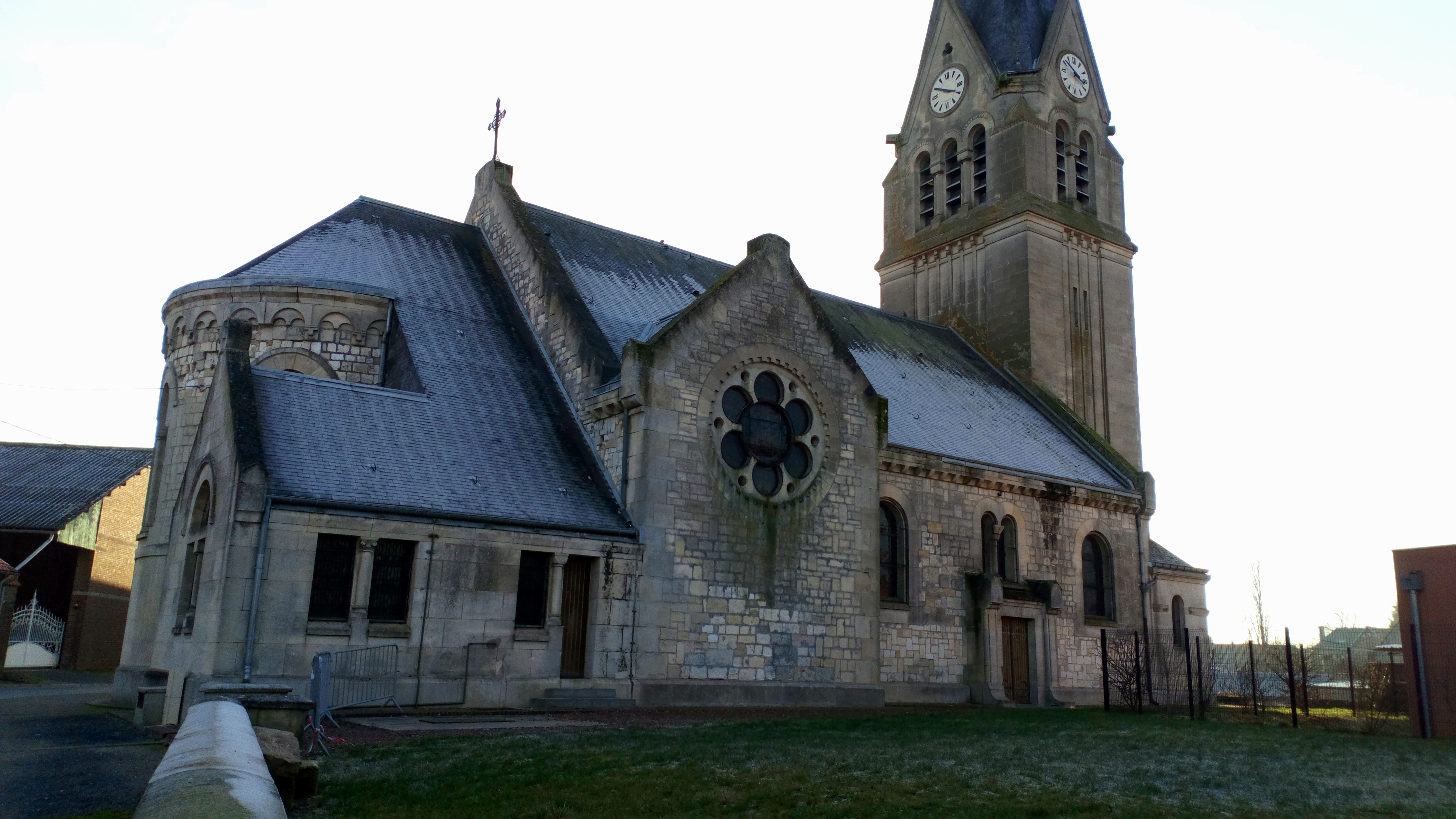

- La chapelle Notre-Dame.
- La salle des fêtes, construite en béton armé et bois dans le cadre de la Reconstruction en 1933 par Paul Rabant[49].
- Râperie de betteraves, reconstruite après les destructions de la Première Guerre mondiale, son activité a cessé en 1978[50].
- Le cimetière militaire allemand de Proyart, qui rassemble 4 643 corps dans des tombes individuelles matérialisées par des croix en métal. 117 corps n'ont pu être identifiés[51].

Le cimetière militaire allemand
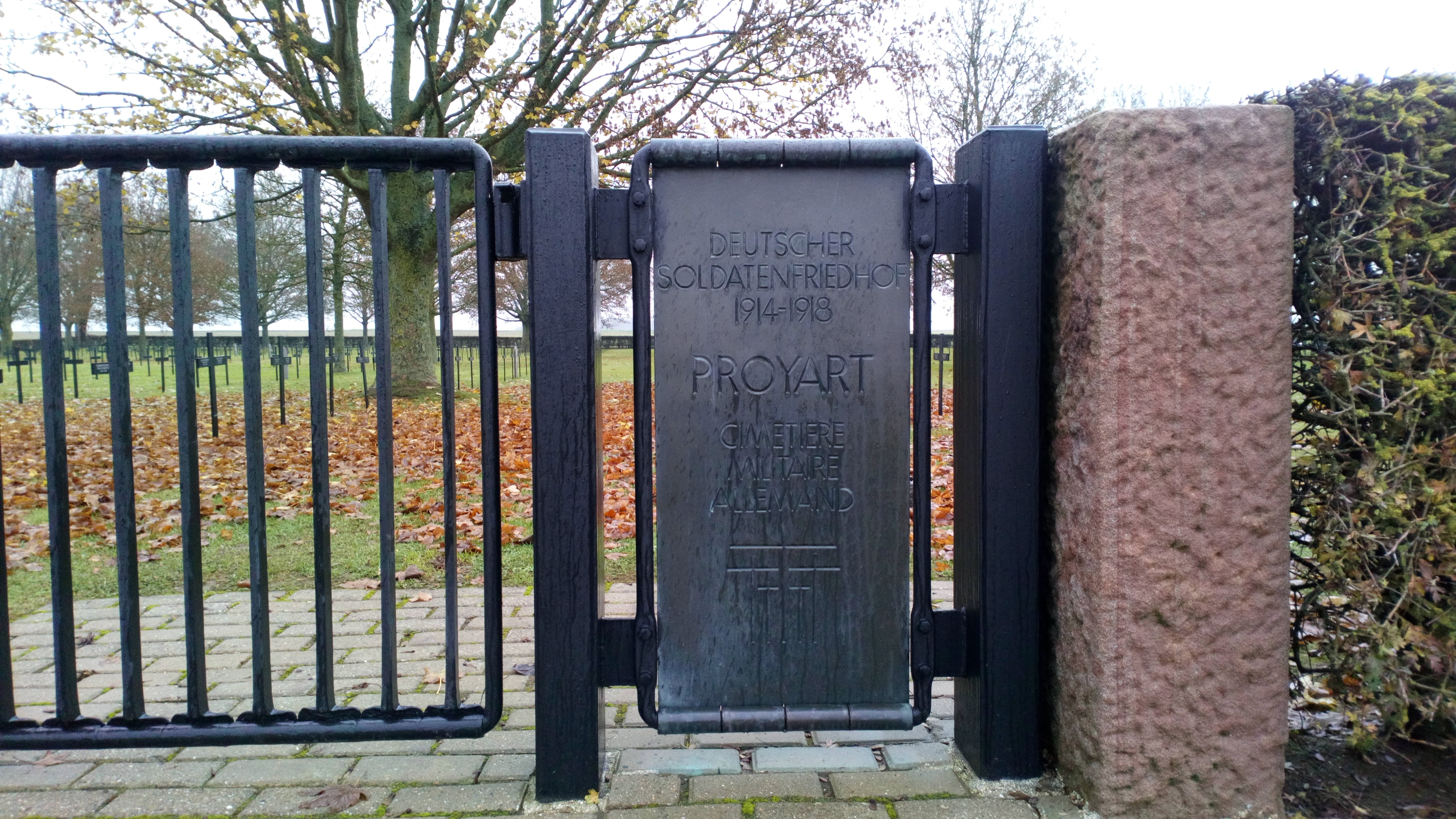
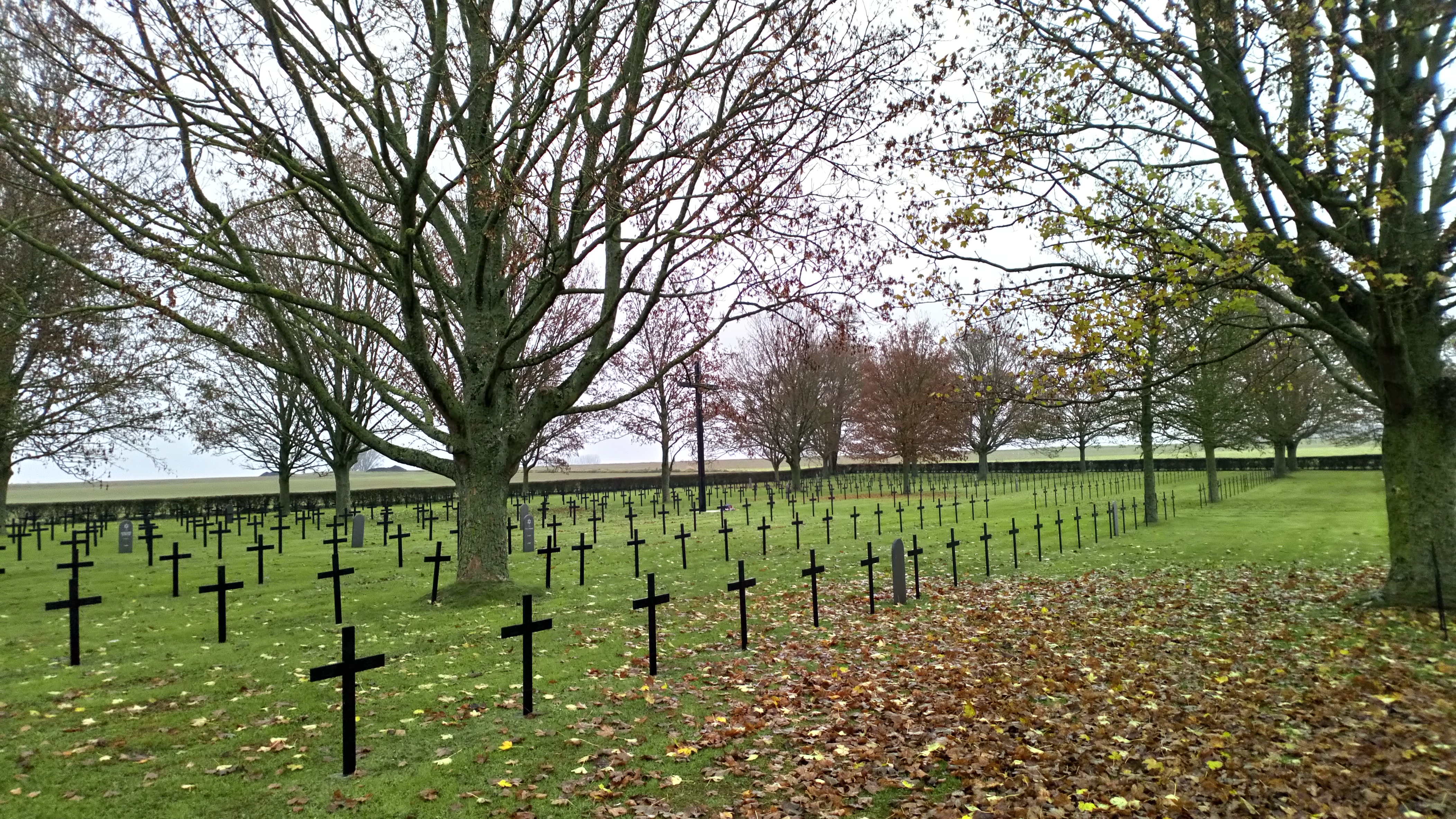

- Le Circuit du souvenir de Proyart, chemin de mémoire consacré au combat de 1914 et à ceux de la Première Guerre mondiale[52].

### Personnalités liées à la commune

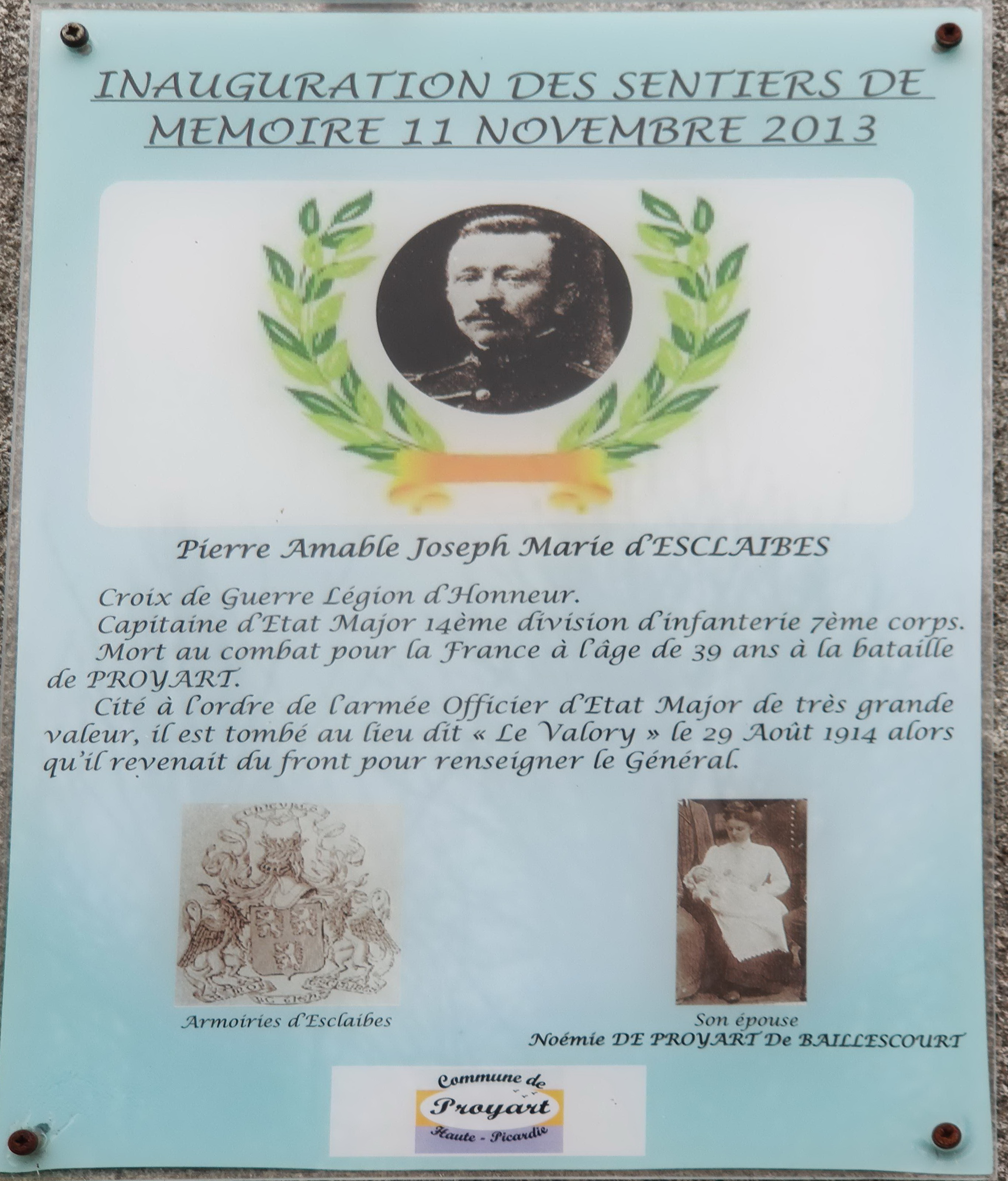
Plaque commémorative du Capitaine d'Esclaibes, à l'arrière du Monument aux morts.

- Adrienne Dumeige, institutrice de 20 ans  qui soigne les blessés à Rosières-en-Santerre en 1914, est amenée de force par les Allemands avant d'être évacuée dans le Nord. Parvenue à s'échaper, elle revient à Rosières où elles fait évacuer les blessés qu'elle avait soignés vers Amiens[53].

- Le capitaine Pierre d'Esclaibes, mari de Noémie de Proyart, descendante des seigneurs de Proyart, est tué le 29 août 1914 au « Valory », près de la Ferme du Bois du Sart.